# أوكا نيكولوف
أوكا نيكولوف (بالألمانية: Oka Nikolov) (مواليد 25 مايو 1974 في إرباخ آيم أودينفالد - ألمانيا الغربية) لاعب كرة قدم ألماني يلعب حاليا لصالح نادي الدرجة الأولى آينتراخت فرانكفورت الألماني منذ 1991 في مركز حارس مرمى .

## روابط خارجية
- أوكا نيكولوف على موقع الدوري الأمريكي (الإنجليزية)
- أوكا نيكولوف على موقع قاعدة بيانات كرة القدم.إي يو (الإنجليزية)
- أوكا نيكولوف على موقع بيانات كرة القدم. دي إي (الألمانية)
- أوكا نيكولوف على موقع ناشيونال فوتبول تيمز (الإنجليزية)
- أوكا نيكولوف على موقع Soccerway.com (الإنجليزية)
- أوكا نيكولوف على موقع عالم كرة القدم.نت (الإنجليزية)
- أوكا نيكولوف على موقع كووورة
- أوكا نيكولوف على موقع AS.com (الإسبانية)